# Eliseo Tapia
Eliseo Tapia (San Juan Bautista Tuxtepec, Oaxaca, 25 de septiembre de 1975) es un productor mexicano de música cristiana, fundador de la empresa Heaven Music Group.

## Primeros años
Nació en la ciudad de San Juan Bautista Tuxtepec, completó sus estudios en el Instituto Tecnológico de Tuxtepec como Ingeniero de sistemas. Posteriormente estudió Ethical Hacking en la Universidad Nacional Autónoma de México.

## Carrera
En el 2010 se convirtió en el mánager y productor del artista Marcos Vidal. En ese mismo año se convirtió en el mánager local de Marcos Witt en México. En el 2014 comento a ejercer como en el director global de contrataciones para el artista. Según el medio de noticias Mundo Cristiano se conoce que trabajó para el sello discográfico CanZion; durante su trabajo en dicha empresa se realizaron eventos como "Congreso de Adoradores".
En el año 2016, fundó Heaven Music Group, agencia de representación de artistas cristianos, servicios de sello y distribución, incluyendo el manejo de derechos digitales, pagos de regalías y contrataciones. Heaven Music Group ha prestado sus servicios a Marcos Witt, Marcos Vidal, Rojo, Christine D'Clario, Alex Zurdo, Kike Pavón, Barak, Redimi2, Rescate, Biper y sus amigos, entre otros  
Del el 2016 hasta la fecha presente Eliseo es el director ejecutivo de MW MEDIA  de Marcos Witt. El artista dedicó un par de palabras a Eliseo en su libro Triunfaras.
En el 2019, Eliseo deja de ser el director de Heaven Music. En una entrevista hecha por el medio de noticias y entretenimiento cristiano Noti-Prensa Eliseo comentó sobre la decisión de nombrar un nuevo director.

## Filantropía
Eliseo y su esposa son los directores actuales de la fundación “Casa Hogar Chiria”, organización sin fines de lucro la cual fue fundada por los padres de Eliseo; Reynaldo y Martha Tapia Vivo Noticias reportó sobre la obra de cuidado de niños y rehabilitación del Hogar Chiria y la participación y apoyo de Marcos Witt.

## Vida personal
Reside en la ciudad de The Woodlands, en Texas junto a sus 3 hijos. 

## Reconocimientos y nominaciones

### Premios Latin Grammys
- Nominado – Latin Grammy a Productor al mejor disco de música cristiana en español: 2013: Tu nombre - Marcos Vidal[7]

- Nominado – Latin Grammy a Productor al mejor disco de música cristiana en español: 2014: Sigo esperándote - Marcos Vidal[7][8]

- Ganador – Latin Grammy a Productor al mejor disco de música cristiana en español: 2016: 25 años - Marcos Vidal[7]

### Dove Awards[9]
- Nominación – Productor Mejor álbum en español  2019: A partir de hoy - Rojo (Banda)[10][11]